# Ariadhoo
Ariadhoo (en dhivehi: އަރިއަދޫ ) es una de las islas deshabitadas del Atolón Alif Dhaal en las Islas Maldivas en el Océano Índico.
Existen importantes vestigios budistas que permanecen en la isla, incluyendo una stupa, lo que indica que probablemente estuvo habitada en el pasado.